# Мальгора
Мальгора (Матигора) — самая высокая точка Вепсовской возвышенности и Вологодской области. Расположена в северной части Вепсовской возвышенности на юго-западе Вытегорского района в 68 километрах на юго-восток от районного центра Вытегры.
Абсолютная высота Мальгоры – 304 м, относительная – около 200 м. Гора труднодоступна, располагается в лесном массиве, покрыта хвойными и хвойно-мелколиственными лесами.
Гора примерно на 50 м поднимается над уровнем Мальозера. Вершина из нескольких бугров, вытянута в широтном направлении, круто по-карельски спускается к озеру. Никаких скал и осыпей, просто крутой склон (35—40 градусов). Вершину и склоны покрывает густой еловый лес. Есть заросшие вырубки. К югу от неё из нескольких мелких лесных озёр начинается Робрека. На вершине горы тригопункт.

## Название
По одной из версий название горы идёт от карельского слова malja «чаша, чашка, миска». Согласно исследованиям И. И. Муллонен, слово malja [малья] выступает в карельской топонимии в качестве образного обозначения холмов.